# Pas de les Soques
El Pas de les Soques és una collada dels contraforts nord-orientals del Massís del Canigó, a 1.970,5 metres d'altitud, en el terme comunal de Mentet, a la comarca del Conflent, de la Catalunya del Nord. Està situat a la zona central del sud del terme de Mentet, a prop a migdia del Refugi de l'Alemany i al nord de la Barraca dels Alemanys, en el coster oriental de la Serra Gallinera.